# Terminalia sericea
Terminalia sericea är en tvåhjärtbladig växtart som beskrevs av William John Burchell och Dc.. Terminalia sericea ingår i släktet Terminalia och familjen Combretaceae. Inga underarter finns listade i Catalogue of Life.